# Kwas urydyno-5′-difosfo-D-glukuronowy
Kwas urydyno-5′-difosfo-D-glukuronowy, kwas UDP-glukuronowy – organiczny związek chemiczny biorący w wielu przemianach metabolicznych takich jak synteza polisacharydów czy przemiana alkoholu etylowego do glukuronidu etylu.
Powstaje w wyniku przekształcenia UDP-glukozy przez dehydrogenazę UDP-glukozy w obecności NAD+ jako kofaktora.